# دوغلاس كاميلو دا سيلفا
دوغلاس كاميلو دا سيلفا هو لاعب كرة قدم برازيلي في مركز الوسط، ولد في 15 نوفمبر 1990 في بارريتوس في البرازيل. لعب مع نادي غريميو بارويري.

## وصلات خارجية
- دوغلاس كاميلو دا سيلفا على موقع قاعدة بيانات كرة القدم.إي يو (الإنجليزية)
- دوغلاس كاميلو دا سيلفا على موقع Soccerway.com (الإنجليزية)